# Bruno Itschner
Bruno Friedrich Johann Itschner (* 30. August 1940 in Hockenheim, Landkreis Mannheim; † 1. Februar 2024 in Karlsruhe) war ein deutscher Ingenieur, Hochschullehrer und Autor.

## Leben
Bruno Itschner wurde als Sohn des Autoschlossermeisters Ludwig Friedrich Itschner und seiner Ehefrau Elisabetha geb. Gelb in Hockenheim geboren. Zusammen mit zwei Schwestern wuchs er in der Oberen Hauptstraße auf, wo seine Eltern eine Kfz-Werkstatt, eine Fahrschule und einen Zweiradhandel betrieben. Nach der Schule absolvierte Bruno Itschner zwei handwerkliche Ausbildungen als Kraftfahrzeugmechaniker und als Kraftfahrzeugelektriker. Anschließend studierte er Naturwissenschaften mit dem Schwerpunkt Elektrotechnik und schloss das Studium als Diplomingenieur ab. 
Zunächst arbeitete Bruno Itschner bei der Robert Bosch GmbH und später für sieben Jahre bei der Siemens AG, wo er Automatisierungssysteme entwickelte, die zur Prozessautomatisierung eingesetzt wurden. Parallel dazu promovierte er an der Universität Karlsruhe mit dem Thema Entwurf rechenzeitsparender und stark stabilisierender Regelalgorithmen mit Hilfe besonderer Ljapunov-Funktionen zum Doktoringenieur.
Von 1977 bis 2003 war Bruno Itschner Professor an der Fachhochschule Karlsruhe, zunächst im Fachbereich Informatik und anschließend im Fachbereich Elektrische Energietechnik. Er hielt Vorlesungen in den Gebieten Steuerungstechnik, Regelungstechnik, Automatisierungstechnik, Prozessautomatisierung sowie Simulation Digitale Steuerungs- und Regelungstechnik. Politik und Ethik waren für ihn ebenso wichtig wie technische Themen. 2008 verfasste er das Buch Schatten im Wirtschaftsparadies Deutschland, in dem er die Techniken der Verschleierung und der Fehlinformation anprangerte, mit denen falsche Weichenstellungen als richtig verkauft werden.
Bruno Itschner war verheiratet und hatte vier Kinder. Er wohnte zuletzt in der Karlsruher Nordstadt.

## Patentanmeldungen (Auswahl)
- Patent  DE1475294A1: Selbsttätige Nachstellvorrichtung für eine elektromagnetisch betätigbare Scheibenreibungskupplung oder -bremse. Angemeldet am 15. Dezember 1965, veröffentlicht am 3. Juli 1969, Anmelder: Robert Bosch GmbH, Erfinder: Bruno Itschner.‌
- Patent  CA979121A: Apparatus and method for obtaining an electrical signal corresponding to the specific enthalpy of steam. Angemeldet am 15. September 1972, veröffentlicht am 2. Dezember 1975, Anmelder: Siemens AG, Erfinder: Bruno Itschner.‌
- Patent  US3970832A: Apparatus and method for obtaining an electrical signal corresponding to the specific enthalpy of steam. Angemeldet am 5. März 1975, veröffentlicht am 20. Juli 1976, Anmelder: Siemens AG, Erfinder: Bruno Itschner.‌
- Patent  DE2655422A1: Schaltungsanordnung zum Anschluss von in rahmenartigen Baugruppenträgern einschiebbaren Baugruppen. Angemeldet am 7. Dezember 1976, veröffentlicht am 8. Juni 1978, Anmelder: Siemens AG, Erfinder: Bruno Itschner.‌
- Patent  DE102005009866A1: Vorrichtung und Verfahren zur Übertragung hoher elektrischer Leistung auf drehbare und lineare bewegliche Geräteträger mit integrierbarer berührungsloser bidirektionaler Kommunikationsverbindung. Angemeldet am 4. März 2005, veröffentlicht am 14. September 2006, Anmelder: Udo Dannenmaier, Bruno Itschner, Erfinder: Udo Dannenmaier, Bruno Itschner.‌
- Patent  DE102006044704A1: Vorrichtung zur Einspeisung elektrischer Leistung in Geräteträger. Angemeldet am 30. August 2006, veröffentlicht am 6. März 2008, Anmelder: Udo Dannenmaier, Bruno Itschner, Erfinder: Udo Dannenmaier, Bruno Itschner.‌
- Patent  DE102012007871B3: Verfahren zur berührungslosen kräfte- und momentenfreien Einspeisung elektrischer Leistung in beweglich gelagerte Geräteträger. Angemeldet am 18. April 2012, veröffentlicht am 9. August 2012, Anmelder: Udo Dannenmaier, Bruno Itschner, Erfinder: Udo Dannenmaier, Bruno Itschner.‌

## Werke (Auswahl)
- Bruno Itschner: Entwurf rechenzeitsparender und stark stabilisierender Regelalgorithmen mit Hilfe besonderer Ljapunov-Funktionen. Universität Karlsruhe, Fakultät für Elektrotechnik, Dissertation 1975.
- Bruno Itschner: Regelungstechnik. Skriptum zur Vorlesung. Fachhochschule Karlsruhe, 1988.
- Bruno Itschner: Automatisierungstechnik. Skriptum zur Vorlesung. Fachhochschule Karlsruhe, 1988.
- Bruno Itschner: Schatten im Wirtschaftsparadies Deutschland. Books on Demand, Norderstedt 2008.
- Bruno Itschner: Schatten im Wirtschaftsparadies Deutschland. 2. Auflage. Books on Demand, Norderstedt 2010, ISBN 978-3-8370-4796-7.
- Bruno Itschner: Schatten im Wirtschaftsparadies Deutschland. 3. Auflage. Books on Demand, Norderstedt 2013, ISBN 978-3-8482-4992-3.